# Говард Кінсі
Говард Кінсі (англ. Howard Kinsey; 3 грудня 1899 — 26 липня 1966) — колишній американський тенісист.
Найвищу одиночну позицію світового рейтингу — 7 місце досяг 1924 року (за даними А. Волліса Маєрса).
Перемагав на турнірах Великого шолома в парному розряді.
Завершив кар'єру 1931 року.

## Фінали турнірів Великого шолома

### Одиночний розряд: (1 поразка)
| Результат | Рік  | Турнір               | Покриття | Суперник    | Рахунок       |
| --------- | ---- | -------------------- | -------- | ----------- | ------------- |
| Поразка   | 1926 | Вімблдонський турнір | Трава    | Жан Боротра | 6–8, 1–6, 3–6 |

### Парний розряд: (2–1)
| Результат | Рік  | Турнір               | Покриття | Партнер         | Суперники                          | Рахунок                 |
| --------- | ---- | -------------------- | -------- | --------------- | ---------------------------------- | ----------------------- |
| Перемога  | 1924 | Чемпіонат США        | Трава    | Роберт Кінсі    | Мерил О'Гара Вуд Джералд Паттерсон | 7–5, 5–7, 7–9, 6–3, 6–4 |
| Перемога  | 1926 | Чемпіонат Франції    | Ґрунт    | Вінсент Річардс | Жак Брюньйон Анрі Коше             | 6–4, 6–1, 4–6, 6–4      |
| Поразка   | 1926 | Вімблдонський турнір | Трава    | Вінсент Річардс | Жак Брюньйон Анрі Коше             | 5–7, 6–4, 3–6, 2–6      |

### Мікст (1 поразка)
| Результат | Рік  | Турнір               | Покриття | Партнер    | Суперники                          | Рахунок  |
| --------- | ---- | -------------------- | -------- | ---------- | ---------------------------------- | -------- |
| Поразка   | 1926 | Вімблдонський турнір | Трава    | Мері Браун | Кетлін Маккейн-Годфрі Леслі Годфрі | 3–6, 4–6 |